# Grobiņa
Grobiņa er en by beliggende i Liepājas distrikt i det vestlige Letland. Grobiņa fik byrettigheder i 1695. Byen blev første gang nævnt som Seeburg i Rimberts krønike om begivenheder i 854. Før Letlands selvstændighed i 1918 var byen også kendt under sit tyske navn Grobin.